# شعر أشقر
الأشقر (بالإنجليزية: Fair-Hair)‏، هو لون من ألوان الشعر يتميز بمستويات منخفضة من أصباغ " dark pigment eumelanin". واللون النهائي للشعر يعتمد على عدة عوامل، ولكن له دائما درجة من درجات اللون الأصفر. ويتدرج اللون الأشقر من الأشقر الشاحب (سببه ندرة توزيع الاصباغ) إلى الشاحب الأحمر «لون الفراولة» أو البني والذهبي الأشقر (وهذا الأخير هو أكثر في مادة يوميلانين).
نظرًا لأن لون الشعر يميل إلى التعتيم مع التقدم في العمر، فإن الشعر الأشقر الطبيعي أقل شيوعًا في مرحلة البلوغ. عُثِر على الشعر الأشقر الذي يحدث بشكل طبيعي في المقام الأول في السكان المنحدرين من أصل أوروبي شمالي وربما تطوروا لتمكين توليف أكثر فعالية من فيتامين د، بسبب انخفاض مستويات أشعة الشمس في شمال أوروبا. تطور الشعر الأشقر أيضًا في مجموعات سكانية أخرى، على الرغم من أنه ليس شائعًا في العادة، ويمكن العثور عليه بين السكان الأصليين لجزر سليمان وفانواتو وفيجي، وبين البربر في شمال إفريقيا، وبين بعض الآسيويين.
في الثقافة الغربية، ارتبط الشعر الأشقر بجمال الأنثى منذ فترة طويلة. تم وصف أفروديت، إلهة الحب والجمال اليونانية، بأنها ذات شعر أشقر. في اليونان القديمة وروما، كان الشعر الأشقر مرتبطًا في كثير من الأحيان بالبغايا، اللاتي يصبغن شعرهن باستخدام أصباغ الزعفران من أجل جذب العملاء.
في أوروبا الغربية خلال العصور الوسطى، كان الشعر الأشقر الطويل مثاليًا كمثال لجمال الأنثى. تم تصوير الإلهة الإسكندنافية وبطلة العصور الوسطى إيزولت أنها شقراء، وفي الأعمال الفنية في العصور الوسطى، غالبًا ما تظهر حواء وماري ومريم العذراء بشعر أشقر. في الثقافة الغربية المعاصرة، غالبًا ما تكون المرأة الشقراء مقولبة بشكل سلبي على انها جذابة جنسيًا، ولكنها غير ذكية.
في أواخر القرن التاسع عشر وأوائل القرن العشرين، صنف العنصريون العلميون الشعر الأشقر والعيون الزرقاء كخصائص للعرق الشمالي الأعلى (المثالي).

## تطور الشعر الأشقر
يرتبط التفسير النموذجي الموجود في الأدبيات العلمية لتطور الشعر الفاتح أو الأصفر بتطور الجلد الفاتح (الأبيض)، وبالتالي الحاجة إلى تخليق فيتامين د بسبب انخفاض أشعة الشمس في شمال أوروبا.
سبب نشوء الجلد الفاتح أو الأبيض هو التركيز المنخفض في التصبغ، مما يسمح لمزيد من أشعة الشمس بتحفيز إنتاج فيتامين د. وبهذه الطريقة، فإن الترددات العالية للشعر الخفيف في خطوط العرض الشمالية هي نتيجة لتكيف الجلد الخفيف مع المستويات المنخفضة من اشعة الشمس، ما يقلل من انتشار الكساح بسبب نقص فيتامين د.
التصبغ الداكن في خطوط العرض الأعلى في بعض المجموعات العرقية مثل الإنويت يفسر على انه بسبب المأكولات البحرية في نظامهم الغذائي والمناخ الذي يعيشون فيه، لأنه في المناخ القطبي هناك الكثير من الجليد أو الثلج على الأرض وهو يعكس الإشعاع الشمسي على الجلد، مما يجعل هذه البيئة تفتقر إلى الظروف التي يتمتع بها الشخص بالشعر الأشقر أو البني أو الأحمر، والجلد الفاتح والعيون الزرقاء أو الرمادية أو الخضراء.
تم تقديم فرضية بديلة من قبل عالم الأنثروبولوجيا الكندي بيتر فروست، الذي يدعي أن الشعر الأشقر تطور بسرعة كبيرة في منطقة معينة في نهاية العصر الجليدي الأخير عن طريق الانتقاء الجنسي. وفقًا لفروست، فإن ظهور الشعر الأشقر والعيون الزرقاء في بعض النساء في شمال أوروبا جعلهن أكثر جاذبية للرجال جنسيا، في وقت كان فيه التنافس على الرجال شرسا لندرتهم في ذلك الوقت، ويعزو ندرتهم لاسباب مجهولة لم تكتشف بعد.
الأليل المرتبط بالشعر الأشقر في الأوروبيين الحديثين موجود في العديد من الأفراد من سلالة سكان شمال أوراسيا القديمة، ولوحظ في أوروبا الشرقية من العصر الحجري الوسيط كما هو مرتبط بسلالة صيادي أوروبا الشرقية. أقرب فرد معروف بالأليل هو افرونتوفا غورا، وهو شخص يرجع تاريخه إلى 14,700 عامًا. عُثِر على الحمض النووي القديم لأصله في شمال أوروبا.
من الممكن أن يكون الشعر الأشقر قد تطور أكثر من مرة. نشرت دراسة عام 2012 في Sciencereport ان أصلًا وراثيًا مميزًا للشعر الأشقر لدى الأشخاص من جزر سليمان في ميلانيزيا، مرتبط بتغيير الحمض الأميني "TYRP1" الذي ينتج شعرًا أشقرًا لمن يملكه.

## الانتشار

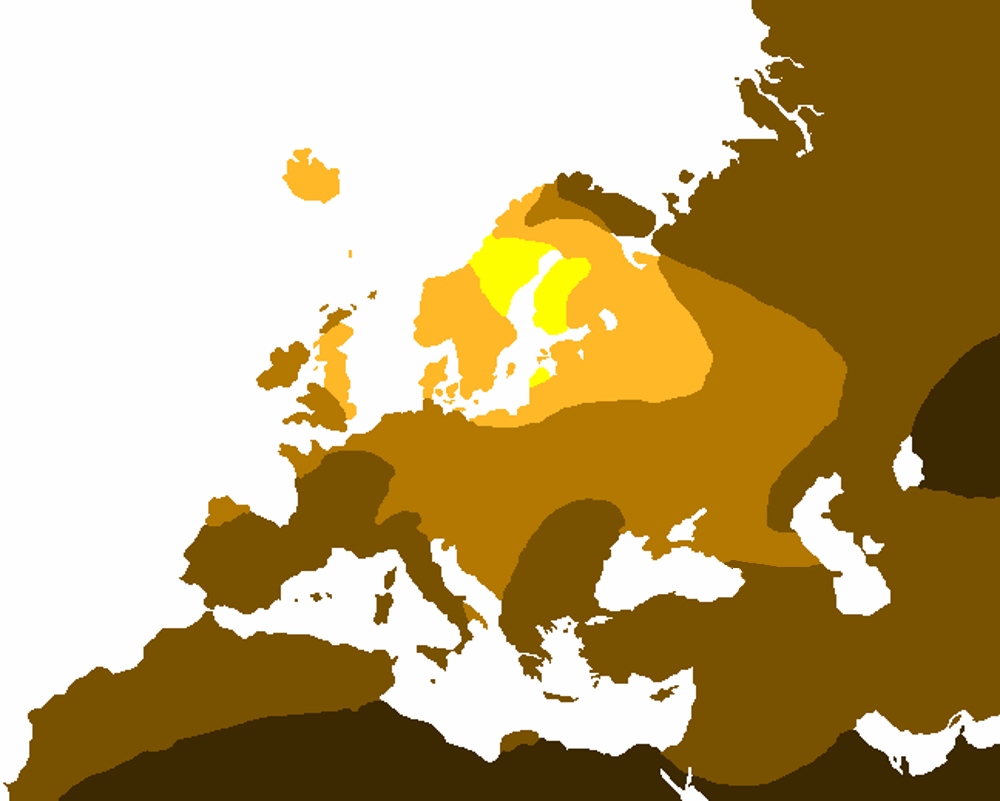
انتشار الشعر الأشقر في أوروبا وفقًا لدراسة أجراها عالم الأنثروبولوجيا بيتر فروست عام 2006:
80—100%
50—79%
20—49%
1—19%
أقل من 1%

الشعر الأشقر يكون أكثر شيوعًا عند الرضع والأطفال ذوي البشرة الفاتحة، لدرجة أن مصطلح «أشقر» غالبًا ما يرتبط بالبيض. ولكن قد يولد الأطفال بشعر أشقر حتى بين المجموعات السمراء (البشرة السمراء).
نادرًا ما يكون لدى البالغين شعر أشقر، على الرغم من أن هذا الشعر الطبيعي عادة ما يتساقط بسرعة. يميل الشعر الأشقر إلى أن يصبح أغمق مع التقدم في العمر، ويتحول العديد من الأطفال ذوي الشعر الأشقر إلى اللون الفاتح أو المتوسط أو البني الداكن أو الأسود قبل أو خلال سنوات البلوغ.
نظرًا لأن الشعر الأشقر يميل إلى التحول إلى اللون البني مع التقدم في العمر، فإن الشعر الأشقر الطبيعي أقل شيوعًا في مرحلة البلوغ؛ وفقًا لعالم الاجتماع كريستي ديفيز، فإن حوالي خمسة بالمائة فقط من البالغين في أوروبا وأمريكا الشمالية هم شقر بشكل طبيعي.
وخلصت دراسة أجريت عام 2003 إلى أن أربعة بالمائة فقط من البالغين الأمريكيين هم شقر طبيعيًا. والغالبية العظمى من النساء القوقازيات (ربما تصل إلى ثلاث من كل أربعة) شعرهن مصبوغ باللون الأشقر، وهي نسبة أعلى بكثير من أي لون شعر آخر.

### أوروبا
الشعر الأشقر هو الأكثر شيوعًا في الدول الاسكندنافية وبحر البلطيق، حيث يعتقد أن أصل الأشقر الحقيقي قد نشأ هناك. تصبغ كل من الشعر والعينين أخف حول بحر البلطيق، ويزداد بانتظام وبتركيز شبه مكثف حول هذه المنطقة.
في فرنسا، وفقًا لمصدر نُشر عام 1939، فإن الشقر أكثر شيوعًا في نورماندي، وأقل شيوعًا في جبال البرانس وساحل البحر الأبيض المتوسط. في دراسة تقول ان 26٪ من الفرنسيين لديهم شعر أشقر أو بني فاتح. وأظهرت دراسة أجريت عام 2007 على الإناث الفرنسيات أن 20 ٪ تقريبًا من منهن شقر، على الرغم من أن نصف هذه الشقراوات قيل بأنهن مزيفات بالكامل.
في البرتغال، يُظهر المتوسط الوطني للسكان 11 ٪ من آثار متفاوتة من الشقر، ويبلغ ذروته عند 15 ٪ من الشقر في بوفوا دي فارزيم في شمال البرتغال.
في شمال إسبانيا (غاليسيا وأستورياس)، يظهر 17٪ من السكان لونا أشقر، لكن في جنوب إسبانيا فقط 2٪ من الناس شقر.
في إيطاليا، أظهرت دراسة أجريت على رجال إيطاليين أجراها ريدولفو ليفي بين 1859 و1863 على سجلات خدمة التجنيد الوطنية أن 8.2 ٪ من الرجال الإيطاليين يمتلكون شعرًا أشقرًا.
هناك درجة واسعة من التباين الإقليمي، تتراوح من حوالي 12.6٪ في فينيتو إلى 1.7٪ في سردينيا.
في دراسة أكثر تفصيلاً من عالِم الوراثة في القرن العشرين ريناتو بياسوتي، تظهر التباينات الإقليمية لتكرار الشقر بشكل أفضل، مع انتشار أكبر في المناطق الشمالية حيث قد يكون الرقم أكثر من 20 ٪، ويكون أقل في سردينيا حيث كان التردد أقل من 2٪. باستثناء بينيفينتو والمنطقة المحيطة بها في كامبانيا، حيث كانت ظلال مختلفة من الشعر الأشقر موجودة في 10-15٪ من السكان، وكان المتوسط في جنوب إيطاليا ككل بين 2.5٪ و7.4٪.

### أفريقيا
الشقر شائع بين البربر أو الامازيغ في شمال أفريقيا، وخاصة في منطقة الريف والقبايل. يختلف تواتر الشقر بين البربر من 1٪ بين جربان البربر و4٪ بين البربر المزابيين والشاويين البربر، إلى 11٪ بين البربر. في جنوب أفريقيا حيث يوجد عدد كبير من البيض، بشكل رئيسي من أصول هولندية وإنجليزية، قد يمثل الشقر 3-4 ٪ من سكان جنوب إفريقيا.
عُثِر على عدد من الأجسام المحنطة بشكل طبيعي لأشخاص عاديين (أي ليست مومياوات) تعود إلى العصر الروماني في مقبرة فاج الجاموس في مصر. «من أولئك الذين تم الحفاظ على شعرهم، 54٪ كانوا من الشقر أو الرؤوس الحمراء، وتصل النسبة إلى 87٪ عند إضافة لون الشعر البني الفاتح». ومازال اكتشاف الاحافير مستمرا منذ الثمانينيات.

### أوقيانوسيا
عُثِر على الشعر الأشقر أيضًا في بعض أجزاء أخرى من جنوب المحيط الهادئ، مثل جزر سليمان، وفانواتو، وفيجي، مع ارتفاع حالات الانتشار عند الأطفال. يحدث الشعر الأشقر في الميلانيزيين بسبب تغير الأحماض الأمينية في الجين "TYRP1". تحدث هذه الطفرة بتردد 26٪ في جزر سليمان وتغيب خارج أوقيانوسيا.

### آسيا
اليوم، ينتشر تواتر أعلى للشعر الخفيف في آسيا بين مجموعات الباميريين، الكلش، النورستاني والأويغور. يعتبر 75٪ من روسيا جغرافيا من شمال آسيا. ومع ذلك، فإن الجزء الآسيوي من روسيا يساهم فقط في تقدير 20 ٪ من إجمالي سكان روسيا.

### الأمريكتين
العديد من الممثلين والممثلات في أمريكا اللاتينية والولايات المتحدة من أصل إسباني لديهم شعر أشقر وعيون زرقاء وبشرة شاحبة اما الامريكيين من اصل أوروبي فينتشر بينهم الشعر الأشقر بكثافة تصل 10% إلى 20% .